# Вандалія (Міссурі)
Вандалія (англ. Vandalia) — місто (англ. city) в США, в округах Одрейн і Роллс штату Міссурі. Населення — 3553 особи (2020).

## Географія
Вандалія розташована за координатами 39°18′29″ пн. ш. 91°29′22″ зх. д. / 39.30806° пн. ш. 91.48944° зх. д. (39.307965, -91.489341).  За даними Бюро перепису населення США в 2010 році місто мало площу 5,82 км², з яких 5,81 км² — суходіл та 0,01 км² — водойми.

## Демографія
Згідно з переписом 2010 року, у місті мешкало 3899 осіб у 1105 домогосподарствах у складі 671 родини. Густота населення становила 670 осіб/км².  Було 1295 помешкань (222/км²).
Расовий склад населення:
| - 81,4 % — білих - 15,7 % — чорних або афроамериканців - 0,4 % — корінних американців - 0,4 % — азіатів |

До двох чи більше рас належало 1,8 %. Частка іспаномовних становила 1,8 % від усіх жителів.
За віковим діапазоном населення розподілялося таким чином: 15,0 % — особи молодші 18 років, 72,7 % — особи у віці 18—64 років, 12,3 % — особи у віці 65 років та старші. Медіана віку мешканця становила 37,0 року. На 100 осіб жіночої статі у місті припадало 41,9 чоловіків;  на 100 жінок у віці від 18 років та старших — 34,9 чоловіків також старших 18 років.
Середній дохід на одне домашнє господарство  становив 38 765 доларів США (медіана — 33 958), а середній дохід на одну сім'ю — 46 199 доларів (медіана — 41 477). Медіана доходів становила 32 609 доларів для чоловіків та 25 357 доларів для жінок. За межею бідності перебувало 22,5 % осіб, у тому числі 32,0 % дітей у віці до 18 років та 20,1 % осіб у віці 65 років та старших.
Цивільне працевлаштоване населення становило 1118 осіб. Основні галузі зайнятості: роздрібна торгівля — 18,4 %, освіта, охорона здоров'я та соціальна допомога — 18,4 %, публічна адміністрація — 16,8 %.